# Strongylophthalmyia maculipennis
Strongylophthalmyia maculipennis är en tvåvingeart som beskrevs av Friedrich Georg Hendel 1913. Strongylophthalmyia maculipennis ingår i släktet Strongylophthalmyia och familjen långbensflugor.
Artens utbredningsområde är Taiwan. Inga underarter finns listade i Catalogue of Life.